# James Furman Kemp
James Furman Kemp (14 août 1859 - 17 novembre 1926) est un géologue américain.

## Jeunesse
Il est né à New York et est diplômé d'Amherst en 1881 et de la Columbia School of Mines en 1884. Amherst lui décerne un Sc.D honorifique en 1906 et McGill un LL. D. en 1913. Le professeur Kemp enseigne à l'Université Cornell de 1886 à 1891, puis à Columbia et sert comme géologue des études géologiques des États-Unis et de l'État de New York sur les montagnes Adirondack.
Il est directeur et responsable scientifique des jardins botaniques de New York (après 1898) et donne des conférences sur la géologie à Johns Hopkins, au MIT et à McGill.
Outre de nombreux articles, rapports et monographies, il publie Ore Deposits of the United States and Canada (1893; troisième édition, réécrite, 1900) et Handbook of Rocks (1896; cinquième édition, 1911). Kemp est président de la Geological Society of America en 1921,. Il est élu à l'Académie nationale des sciences en 1911.